# Tarascosaurus
Tarascosaurus salluvicus
Genre
Espèce
Tarascosaurus (tarascosaure en français) est un genre fossile de dinosaures Abelisauridae qui a vécu au Crétacé supérieur, dans ce qui est actuellement le sud de la France. Son nom vient de la tarasque, bête légendaire du sud de la France, censée hanter les marécages près de Tarascon.
Une seule espèce est rattachée au genre, Tarascosaurus salluvicus, décrite par Le Loeuff et Buffetaut en 1991.

## Découverte
Tarascosaurus a été découvert dans un escarpement du synclinal du Beausset, dans le département du Var. Ses restes ainsi qu'un modèle grandeur nature d'une reconstitution représentant l'animal vivant sont exposés au musée Dinosauria à Espéraza.